# Symplocos andicola
Symplocos andicola är en tvåhjärtbladig växtart som beskrevs av B. Ståhl. Symplocos andicola ingår i släktet Symplocos och familjen Symplocaceae. Inga underarter finns listade i Catalogue of Life.